# San Jerónimo penitente, de medio cuerpo (El Greco)
San Jerónimo penitente es el tema de varios lienzos del Greco. Han llegado hasta nuestros días varias obras suyas que representan a este santo como penitente, y de medio cuerpo. Sin embargo, solamente se conoce una obra autógrafa que lo representa como penitente, y de cuerpo entero.

## Tema de las obras
San Jerónimo fue uno de los principales teólogos de los inicios de la patrística. Es venerado como un santo en toda la cristiandad y es uno de los principales doctores de la Iglesia. En estas obras, el Greco representa a san Jerónimo como penitente. El tema de la penitencia tuvo gran importancia durante la contrarreforma, y la contribución del Greco a este tema es muy importante. La iconografía deriva de una composición de Tiziano que representa a San Jerónimo de cuerpo entero, y de la que hay versiones en la Pinacoteca de Brera y el Monasterio de El Escorial. El Greco representa al santo con el torso desnudo, sosteniendo el crucifijo en su mano izquierda, mientras que en su mano derecha lleva la piedra con la que se mortifica. En la mesa de piedra hay un reloj de arena, símbolo del paso del tiempo, y un cráneo. También hay dos libros y una pluma en el tintero, que recuerdan su aspecto intelectual. El capelo cardenalicio colgando de la roca en el lado izquierdo del espectador, completa esta serie de atributos.
El Greco también pintó este personaje en otras variantes, dándole un aspecto extraño, de una austeridad ultramundana. En comparación con estas otras representaciones, aquí el santo —a pesar de su barba gris— tiene un aspecto más digno, un cuerpo no tan demacrado, y el rostro de un hombre inteligente y cultivado.

## Versiones Autógrafas

### Versión de la Real Academia de Bellas Artes de San Fernando
Óleo sobre lienzo; 104 x 89 cm.; 1605-10; Catálogo de Harold Wethey, número 246; Real Academia de Bellas Artes de San Fernando, Madrid. 
En comparación con la versión de Edimburgo, parece como si este lienzo hubiera sido cortado, especialmente en la parte inferior. El color apenas difiere de esa versión, aunque aquí el fondo es gris oscuro y el libro es de color rosa-marrón. Todos los detalles estás magníficamente resueltos, especialmente las vívidas pinceladas de la barba, el modelado del cuerpo, el celaje y la hiedra de la parte superior izquierda.

#### Procedencia
- Marqués de Santa María de Silvela y Castañar.

### Versión antiguamente en la Diputación Provincial de Madrid
Óleo sobre lienzo; 91 x 90 cm; 1595-1600; 

#### Procedencia
- Hospital Provincial, Madrid.

### Versión de la Hispanic Society
Óleo sobre lienzo; 80 x 65 cm.; 1600-10; El Greco y su taller; Catálogo Wethey, número 248; Sociedad Hispánica de América, Nueva York.
Firmado con pequeñas letras griegas en el papel: δομήνικος Θεοτοκóπουλος. 
Aunque se limpió en el año 1956, este lienzo está en condiciones defectuosas. Ha perdido sus veladuras en parte de sus brazos y manos. Su calidad es mucho menor que la de otros ejemplos.

#### Procedencia
- Pereire (venta en París el 29 de enero de 1868, número 32);
- F. Bamberg, Messina;
- Convento de Santa Gudula, Bruselas (venta del 12 al 13 de julio de 1905, número 121);
- Paul Mersch, París;
- Galería Ehrich, Nueva York;
- Hispanic Society, New York.

### Versión de Edimburgo
Óleo sobre lienzo; 104,2 x 96,5 cm.; 1595-1600; Galería Nacional de Escocia, Edimburgo; Catálogo Wethey, número 245.
Según Wethey, es el mejor ejemplo de este tipo, y se encuentra en un excelente estado de conservación, aunque haya perdido las veladuras del brazo izquierdo y de la mano derecha.
Los tonos azulados de las carnes, el pelo y la barba gris destacan sobre el fondo de las rocas oscuras, mientras que el rojo del birrete cardenalicio da fuerza cromática y riqueza a la composición. La sutileza colorística del Greco es notable en el reloj de arena, con toques rosados y reflejos azules que repiten el color del celaje en la parte superior izquierda. Sobre los tonos grisáceos de la mesa, resalta el marrón de los libros y el color tostado del cráneo.

#### Procedencia
- Marquesa de Santa María de la Sisla;
- Condesa de Arcentales, Madrid;
- Adquirido por el Museo de Edimburgo.

## Versiones de taller

### Versión de Pastrana
Óleo sobre lienzo; 130X101 cm.; Catátogo Wethey, número X-375; Colegiata de Nuestra Señora de la Asunción; Pastrana, Provincia de Guadalajara.
Aunque varios autores habían considerado este lienzo como una obra autógrafa del Greco, según Wethey, se trata de una copia tardía. Según este mismo autor, la firma es espuria y constituye un verdadero galimatías.